# دوست مادرم
دوست مادرم (ایتالیایی: L'amica di mia madre) یک فیلم کمدی سکسی سبک ایتالیایی به کارگردانی «مائورو ایوالدی» است که در سال ۱۹۷۵ منتشر شد.

## بازیگران
- باربارا بوشه
- کارمن ویلانی
- روبرتو چنچی
- رائول مارتینس